# Ivan Jefimovič Petrov
Ivan Jefimovič Petrov (rusky Иван Ефимович Петров; 18.jul./ 30. září 1896greg. Trubčevsk – 7. dubna 1958 Moskva) byl sovětský vojenský velitel ruského původu, od roku 1944 armádní generál, známý díky vedení obranných operací při Oděse a Sevastopolu v letech 1941 a 1942. Je také nositelem čestného titulu Hrdina Sovětského svazu (1945).

## Život

### Mládí a raná kariéra v armádě
Petrov se narodil v městečku Trubačevsk v Brjanské oblasti v rodině obuvníka Jefim Petrova. Jeho matka Jevdokija byla žena v domácnosti. Ivan Jefimovič měl ještě tři sourozence, bratra a dvě sestry. Nejstarší sestra Tatiana na něj naléhala aby začal studovat na chlapeckém gymnáziu. Do roku 1916 pak navštěvoval učitelský seminář ve městě Karačajevsk. V lednu roku 1917 začal studovat na poddůstojnické škole v Moskvě, kterou po půlročním výcviku ukončil a nastoupil do carské armády. Působil v řadách 156. Astrachaňského pěchotního pluku v hodnosti praporčíka. Ještě před nástupem na frontu onemocněl dyzentérií a po zdlouhavé léčbě byl propuštěn z armády. Na krátko se vrátil do rodného města, ale po tom, co se přiblížila fronta, rozhodl se odejít zpět k pluku do Astrachaně. Cestou k jednotce narazil na své bývalé spolubojovníky a odešel s nimi do Samary. V roce 1918 vstoupil do komunistické strany a Rudé armády. Zúčastnil se bojů během občanské války. Bojoval v oblasti Syzraně, Samary, Mcenska a Simbirsku proti československým legiím a ukrajinským kozákům na východní frontě v řadách 25. střelecké divize. Během bojů na Urale se oženil se Zojou Pavlovnou Jeftifejevovou. Od května 1920 sloužil na západním frontě který bojoval proti Polákům. Velel četě, byl předsedou vojenského soudu a komisařem pluku. Později velel různým jezdeckým jednotkám do velikosti brigády v rámci 1. jezdecké armády operující v Turkestánu. Pak velel horské střelecké divizi a aktivně se účastnil bojů proti basmačům.
V průběhu let 1926 až 1931 dokončil velitelský kurz. Od roku 1933 do roku 1940 velel vyšší Taškentské pěchotní škole. V roce 1940 byl jmenován do funkce inspektora pěchotních vojsk středoasijské vojenského okruhu. Po zavedení generálské hodnosti v Rudé armádě byl 4. července 1940 povýšen do hodnosti generálmajora. V březnu 1941 byl Petrov pověřen vedením 27. mechanizovaného sboru, který se začal formovat ve Střední Asii.

### Druhá světová válka
Po napadení Sovětského svazu nacistickým Německem, bylo formování mechanizovaného sboru rychle dokončeno a jednotka byla přesunuta do oblasti Brjansku. Nejvyšší velení však po špatných zkušenostech s nasazováním mechanizovaných sborů rozhodlo útvar zrušit a vojska rozčlenit na divize. Petrov byl následně převelený do Oděsy a pověřen formováním a následně vedením jezdecké divize.
20. srpna 1941 byl pověřen vedením 25. čapajevské střelecké divize, s níž se podílel na obraně Oděsy. 5. října 1941 byl pověřen vedením Přímořské armády, přičemž bylo jeho úkolem evakuovat vojska z Oděsy na Krym, kde se v té době začala rapidně zhoršovat situace. Evakuace byla poměrně úspěšná, i když vojáci museli na bojišti zanechat většinu těžkých zbraní. Jednotky staženy na Krym, okamžitě zasáhly do bojů a pomohly odrazit první nápor na Sevastopol. Následně se podílel na organizaci obrany silně opevněného Sevastopolu během 250 dní trvajícího obléhání německými a rumunskými vojsky pod vedením Ericha von Mansteina. Petrov byl generálem, který se s oblibou pohyboval v první linií a zajímal se o své podřízené, na kterých morálce mu velmi záleželo. V průběhu bojů o Sevastopol úzce spolupracoval se svým náčelníkem štábu N. I. Krylovem.
Němcům se nakonec za přispění silné letecké a dělostřelecké podpory podařilo obranu města postupně přemoci a za těžkých ztrát na obou stranách ho obsadit. Petrov byl na základě Stalinova rozkazu spolu se svým štábem na poslední chvíli evakuován ponorkou Šč-209. Po úniku ze Sevastopolu se Petrov podílel na obranných bojích na severním Kavkaze, kde byl pověřen organizací horských jednotek pro zastavení německého postupu Kavkazem. Velel 44. armádě, později severokavkazskému frontu. Vojska tohoto frontu se účastnila novorossijsko-tamanské operace, podílela se na osvobozování poloostrově Taman, měst Majkop, Krasnodar a Novorossijsk. 9. října 1943 byl povýšen na armádního generála. V únoru 1944 Petrov neuspěl při vylodění na poloostrově Kerč. V důsledku neúspěchu Kerčsko-Eltigenské operace bylo Petrovovi odňato velení Přímořské armády, byl převelen do zálohy generálního štábu a degradován do hodnosti generálplukovníka.
Od 13. března 1944 velel 33. armádě Západního frontu a již 12. dubna byl pověřen vedením 2. běloruského frontu. Od 6. srpna 1944 byl velitelem 4. ukrajinského frontu. 6. října 1944 mu byla navrácena hodnost armádní generál. Ve funkci velitele 4. ukrajinského frontu vedl Ostravskou operaci než byl 26. března 1945 pro neúspěch odvolán. Pak se ještě březnu stal náčelníkem štábu 1. ukrajinského frontu, v jehož rámci se podílel na osvobozování Československa (Pražská ofenzíva).

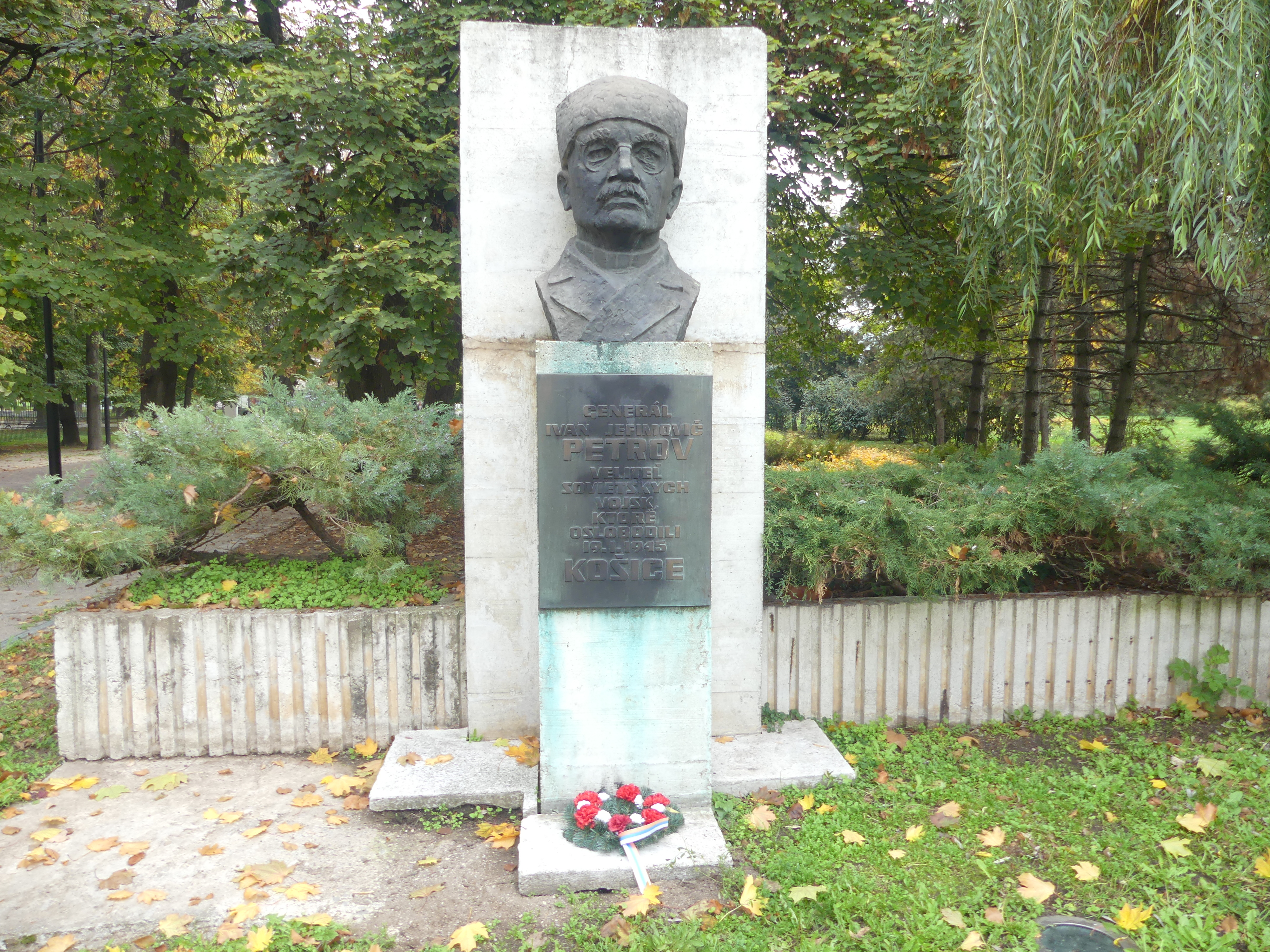
Pomník I. J. Petrovi u příležitosti osvobození Košic dne 19. 1. 1945

29. května 1945 mu bylo uděleno vyznamenání Hrdina Sovětského svazu.

### Poválečné období
Po válce velel vojskům Turkestánského vojenského okruhu. V letech 1952 až 1953 působil jako 1. náměstek hlavního inspektora Sovětské armády, později jako náčelník hlavního velitelství bojové a fyzické přípravy vojsk, zástupce velitele pozemních vojsk a hlavní inspektor Ministerstva obrany SSSR. Působil také jako poslanec Nejvyššího sovětu.
Zemřel 7. dubna 1958 v Moskvě a je pohřben na Novoděvičím hřbitově.